# سیمونه مارتینی
سیمونه مارتینی (ایتالیایی: Simone Martini؛ حدود ۱۲۸۴ – ژوئیه، ۱۳۴۴) نقاش اهل ایتالیا بود. او سهم عمده‌ای در پیشبرد نقاشی اولیه در ایتالیا داشت و از برجسته‌ترین نمایندگان سبک گوتیک بین‌المللی به‌شمار می‌رود.
جزئیات چندانی از زندگانی سیمونه مارتینی در دست نیست؛ برخی او را شاگرد دوچو و برخی دیگر شاگرد جوتو دی بوندونه دانسته‌اند و انتساب شمار زیادی از آثار به او نیز از سوی مورخان هنر مورد تشکیک است.

## نگارخانه

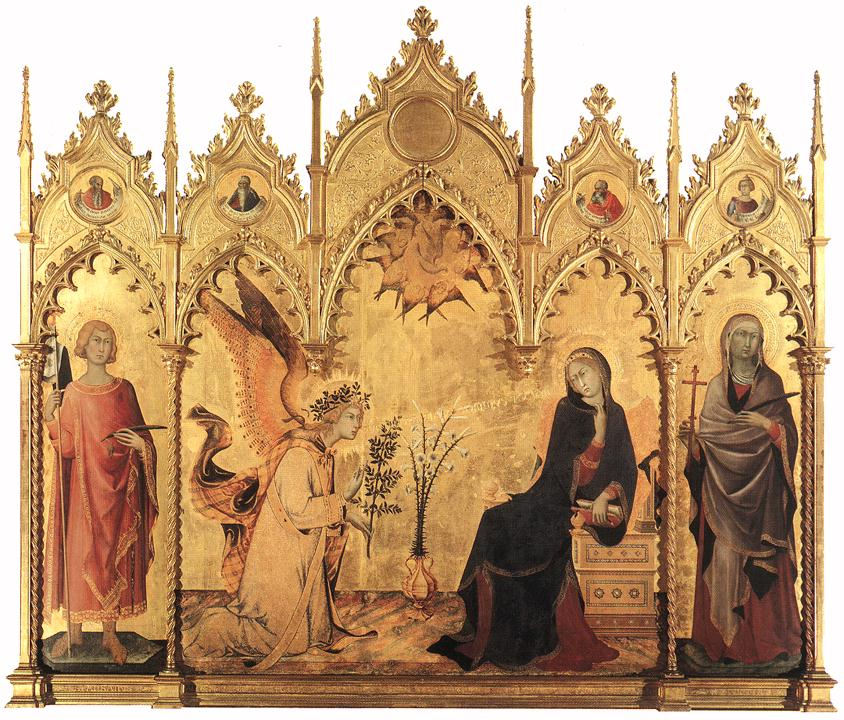
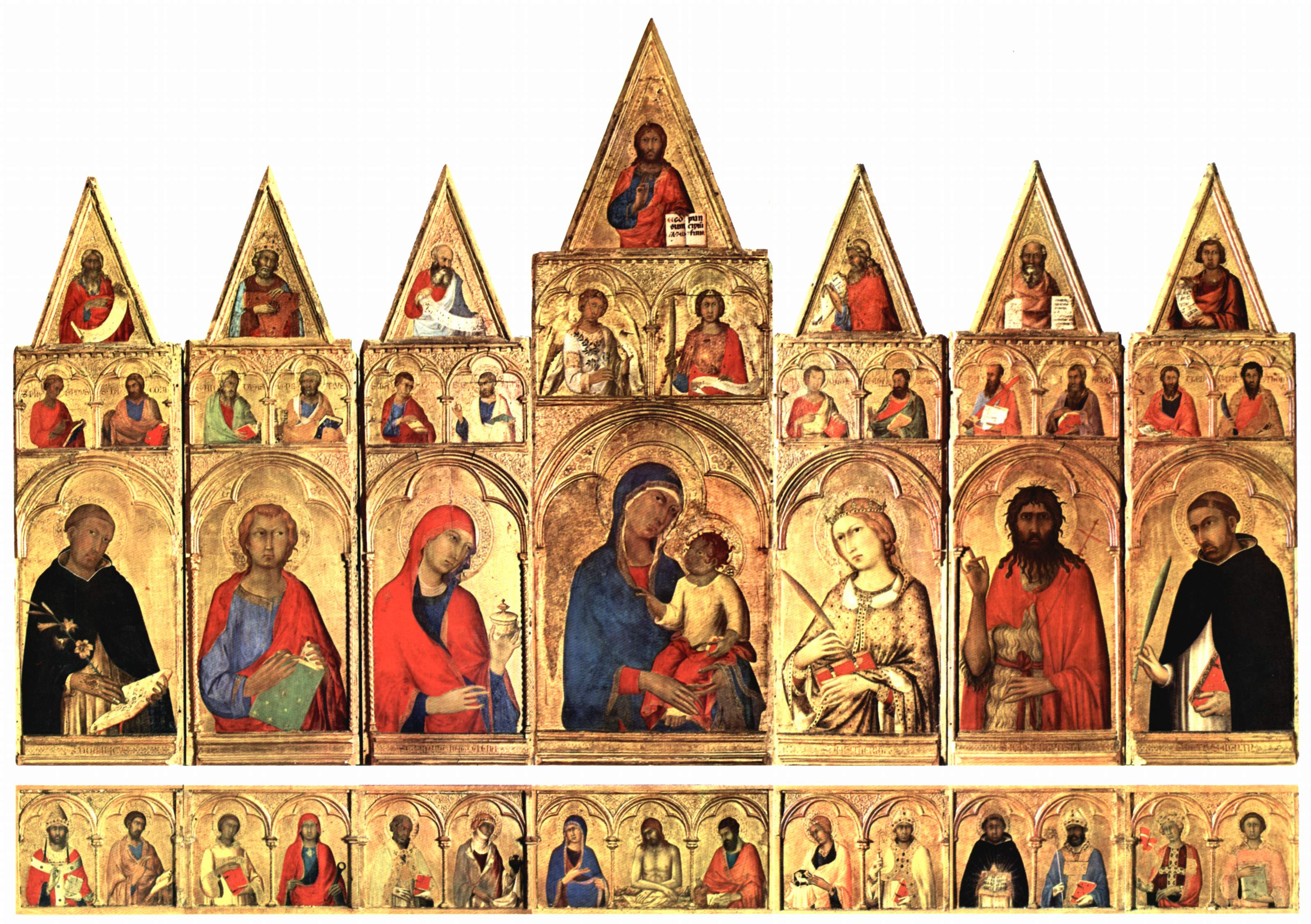
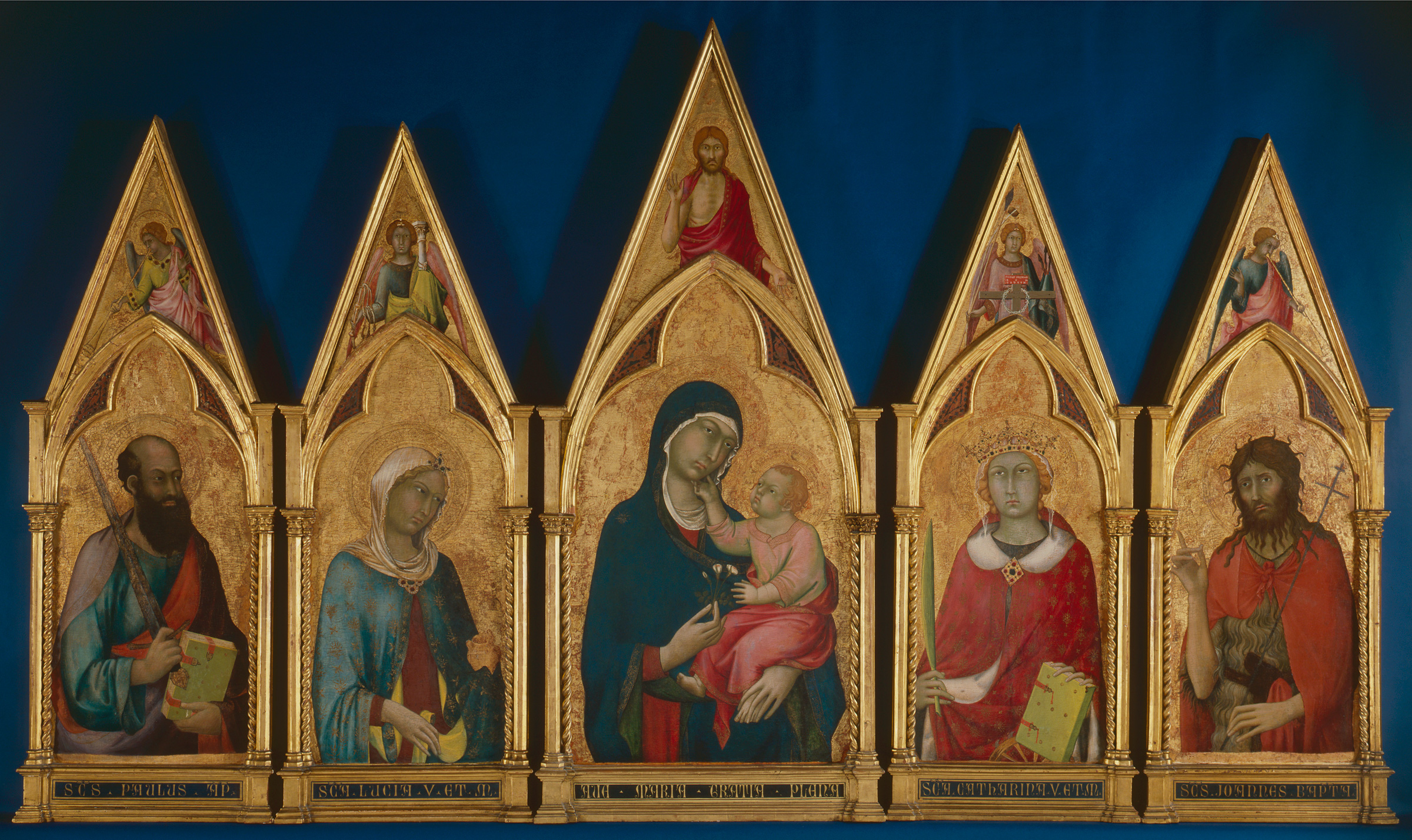
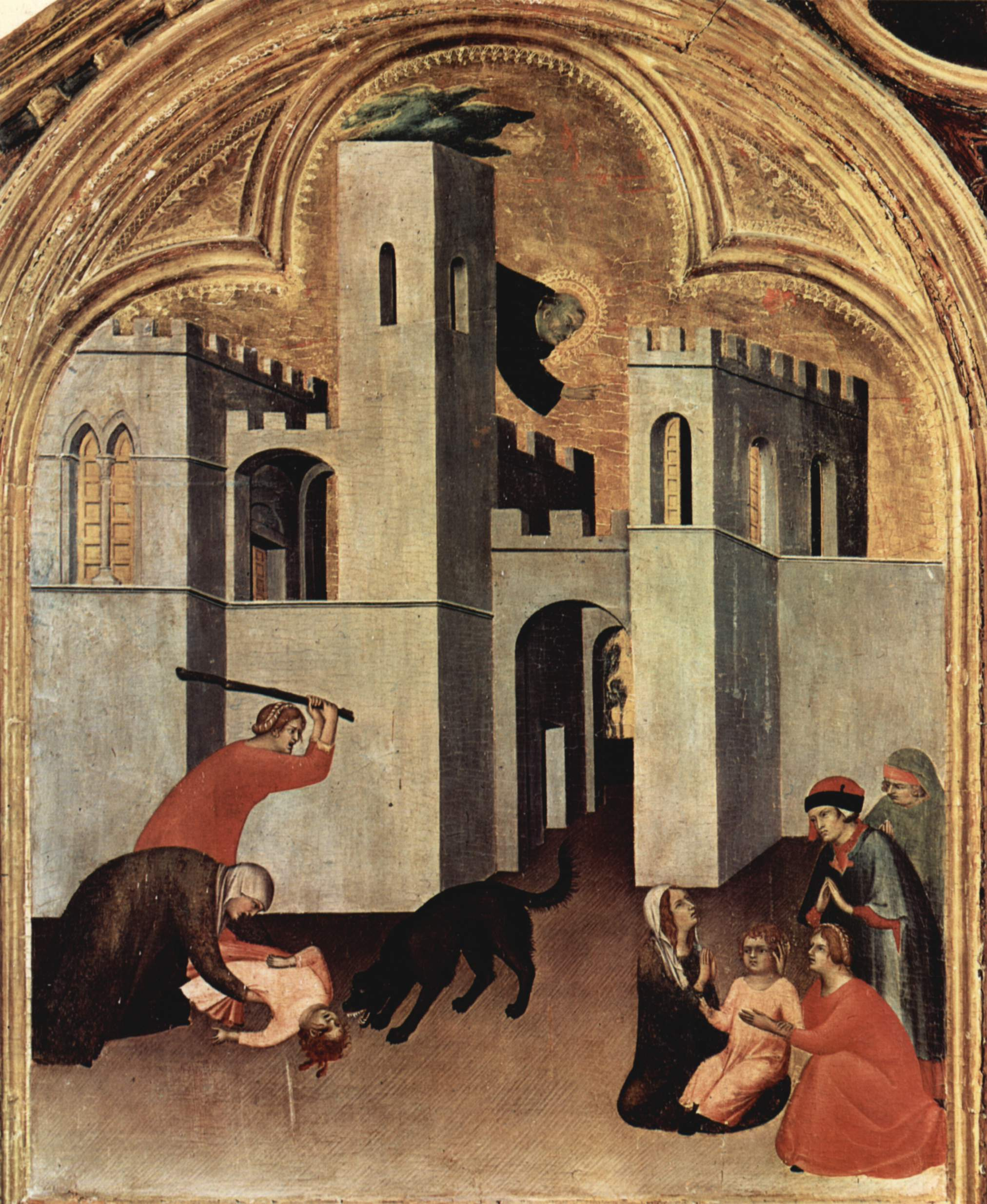
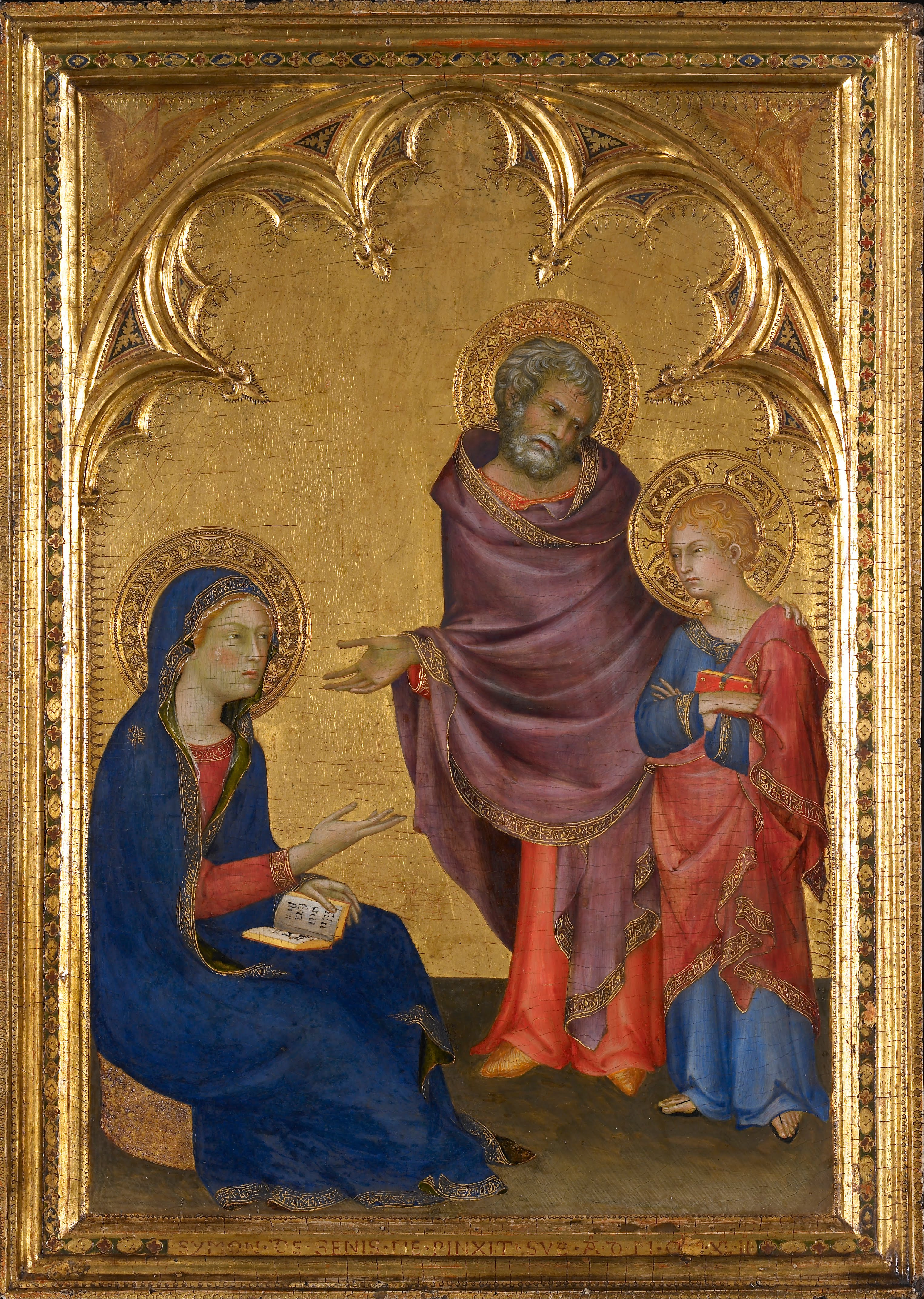
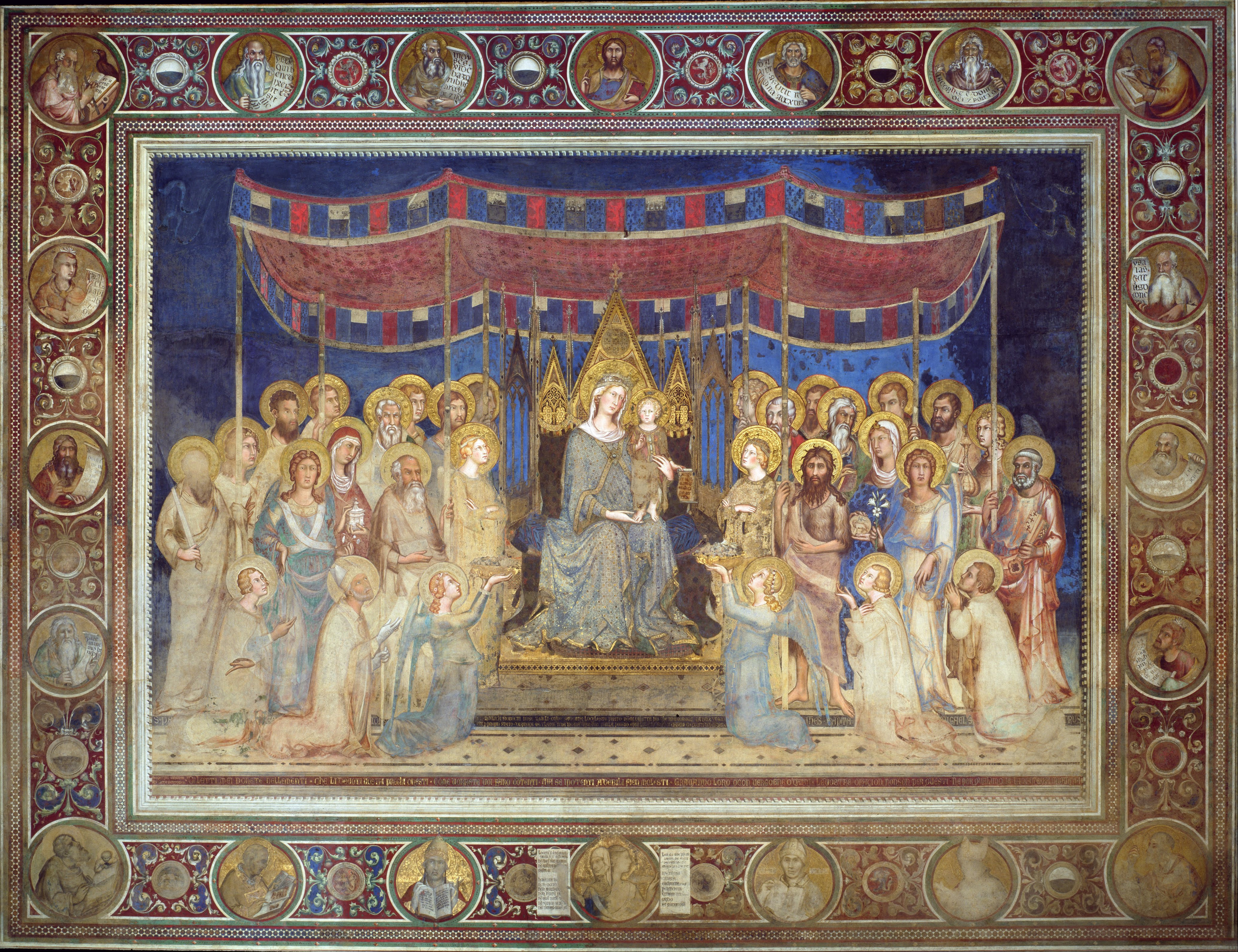
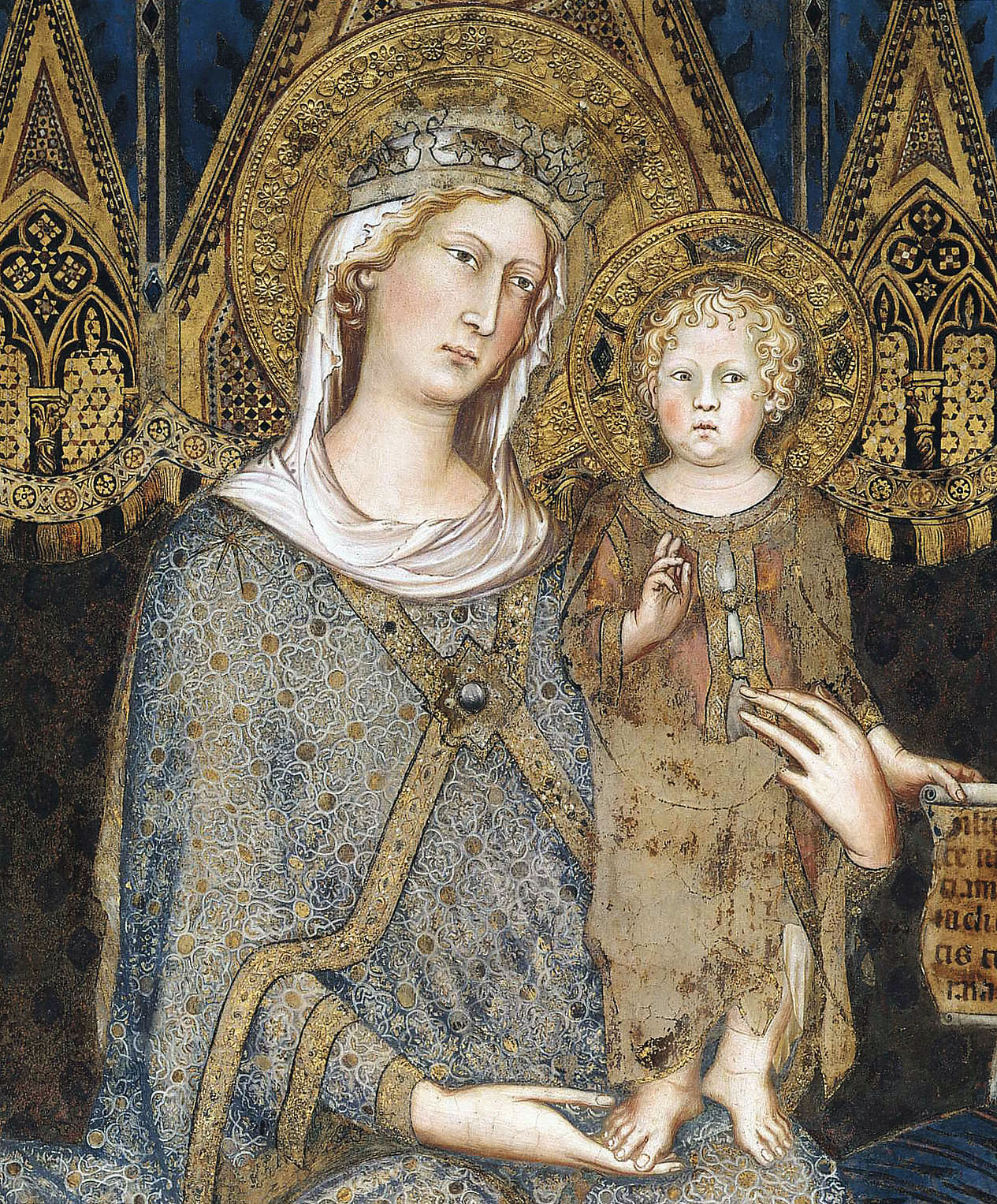